# Храм Святого Александра Невского при Ташкентской учительской семинарии

Храм Святого Александра Невского при Ташкентской учительской семинарии — православный храм при Ташкентской учительской семинарии, построенный в 1898 году по проекту архитектора Алексея Бенуа и снесённый решением городских властей в 2009 году. До революции принадлежал к Ташкентской и Узбекистанской епархии Среднеазиатского митрополичьего округа Русской православной церкви.

## История
В 1879 году в Ташкенте была открыта Учительская семинария Туркестана, предназначенная для подготовки школьных учителей, в том числе, и для русско-туземных школ.
В 1897 году по проекту архитектора Алексея Леонтьевича Бенуа для семинарии было построено новое здание, близ Константиновского сквера. Основатель художественной династии Бенуа был также автором проекта и пятиглавой домовой церкви, прилегавшей к западной части здания. Её строительство велось Е. П. Дубровиным и было завершено в следующем, 1898 году. Храм был освящён во имя святого благоверного князя Александра Невского.
После революции 1917 года семинария была преобразована в Краевой узбекский мужской институт просвещения. Позднее её здание было утрачено. Храм был закрыт в 30-е годы: его купола были снесены, само здание церкви, хоть и утратило свою первоначальную функцию, продолжало использоваться для различных нужд. В XXI веке здесь располагались офисы различных коммерческих банков, постройка имела не только хорошую сохранность, но и официальный статус памятника архитектуры.
Невзирая на это, городские власти приняли решение снести бывшую церковь для освобождения места в центре города под строительство нового административного здания. Несмотря на свой охранный статус, 18—21 ноября 2009 года церковь была снесена. Одновременно были вырублены деревья старого сквера, многим из которых было более 100 лет.
Согласно комментарию координатора движения «Архнадзор» Натальи Самовер «в соответствии с мировой практикой, это здание хотя бы в силу его возраста и художественной выразительности облика имело все основания рассчитывать на защиту со стороны государства… Снося церковь учительской семинарии, власти Ташкента фактически уничтожают историю собственного города и своей страны. Это здание было не просто редким для Узбекистана образцом архитектуры в русском стиле. Это было еще и свидетельство мультикультурности дореволюционного Ташкента, города, где русская культура встречалась и взаимодействовала с узбекской».

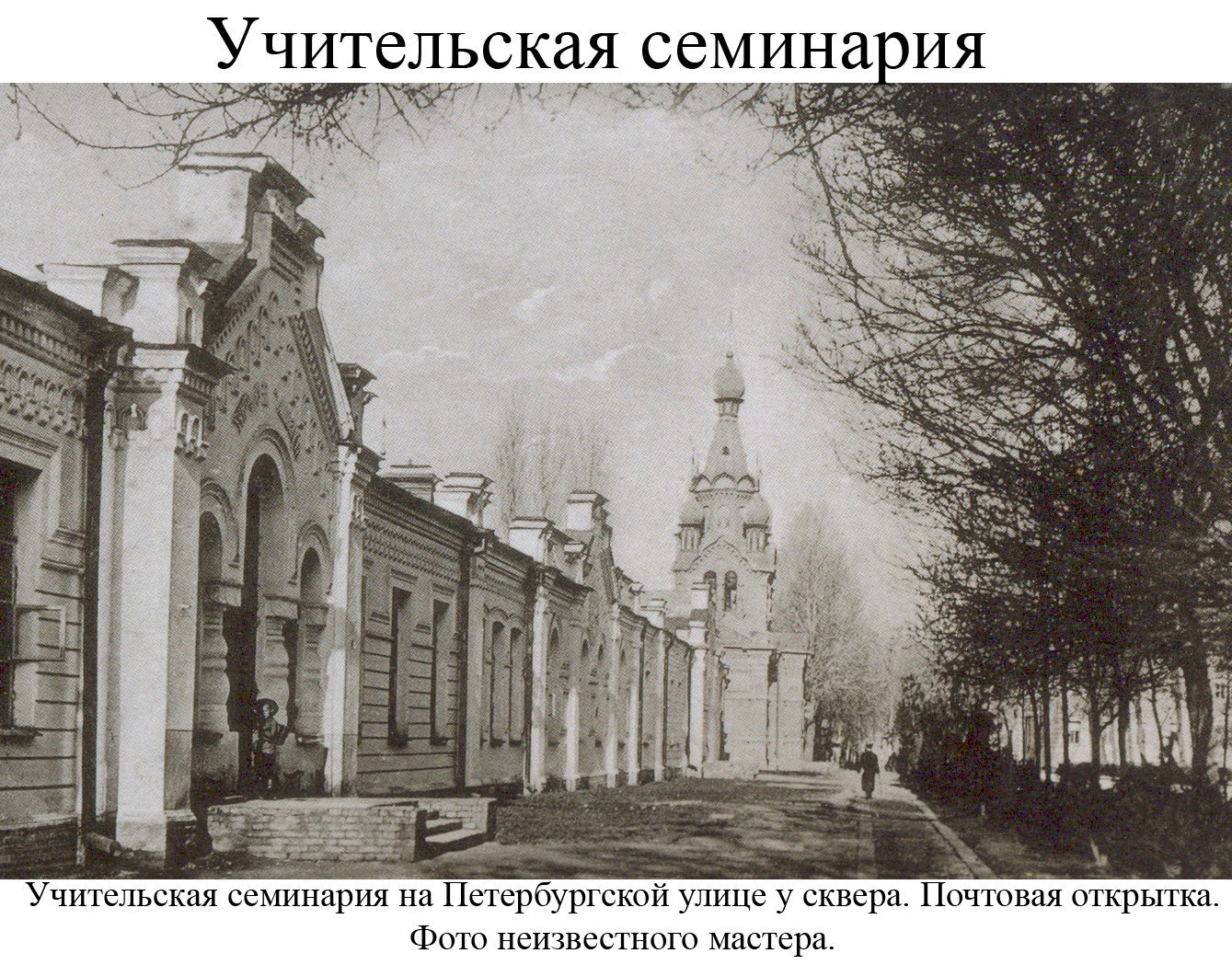
Храм и Учительская семинария
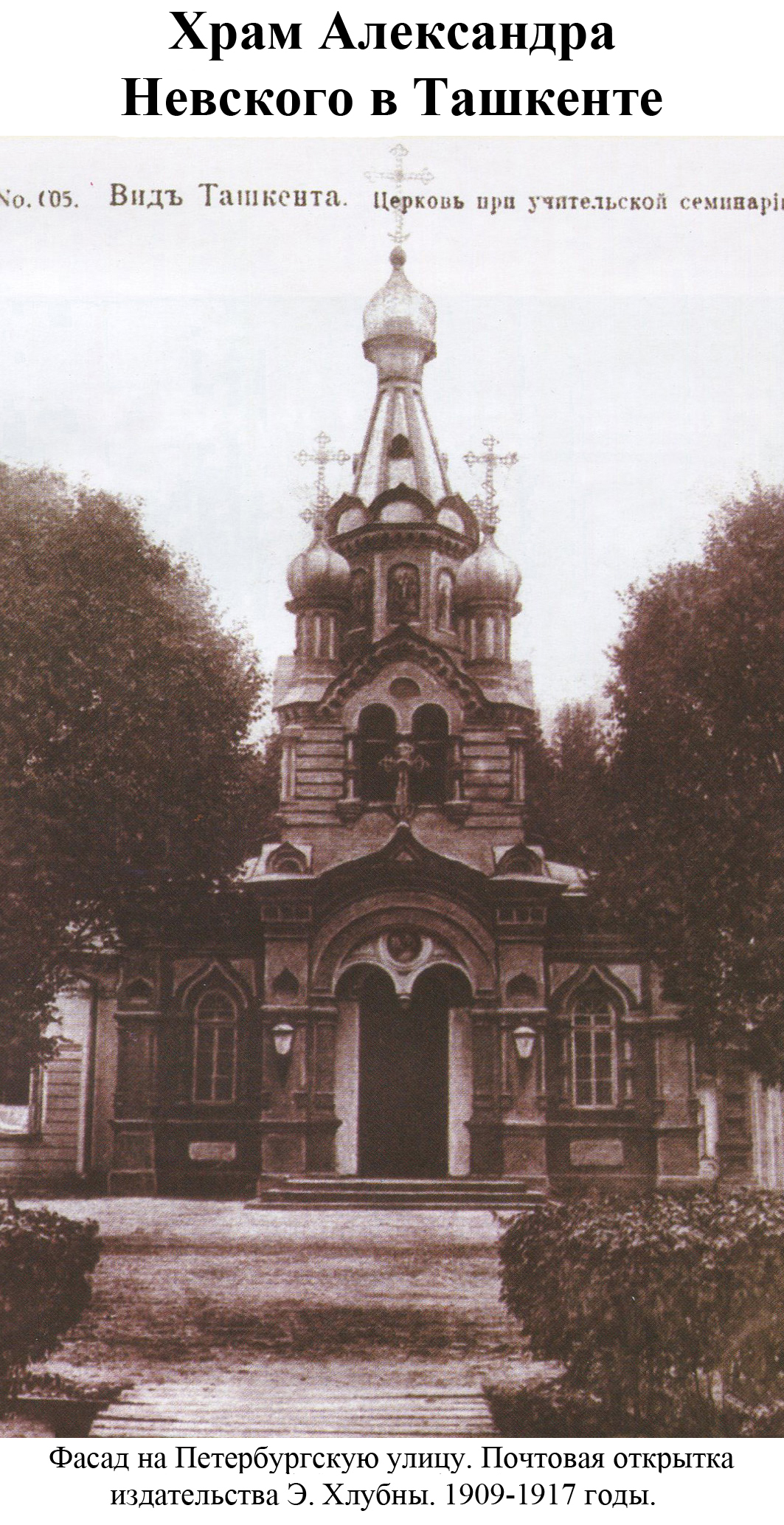
Храм и Учительская семинария
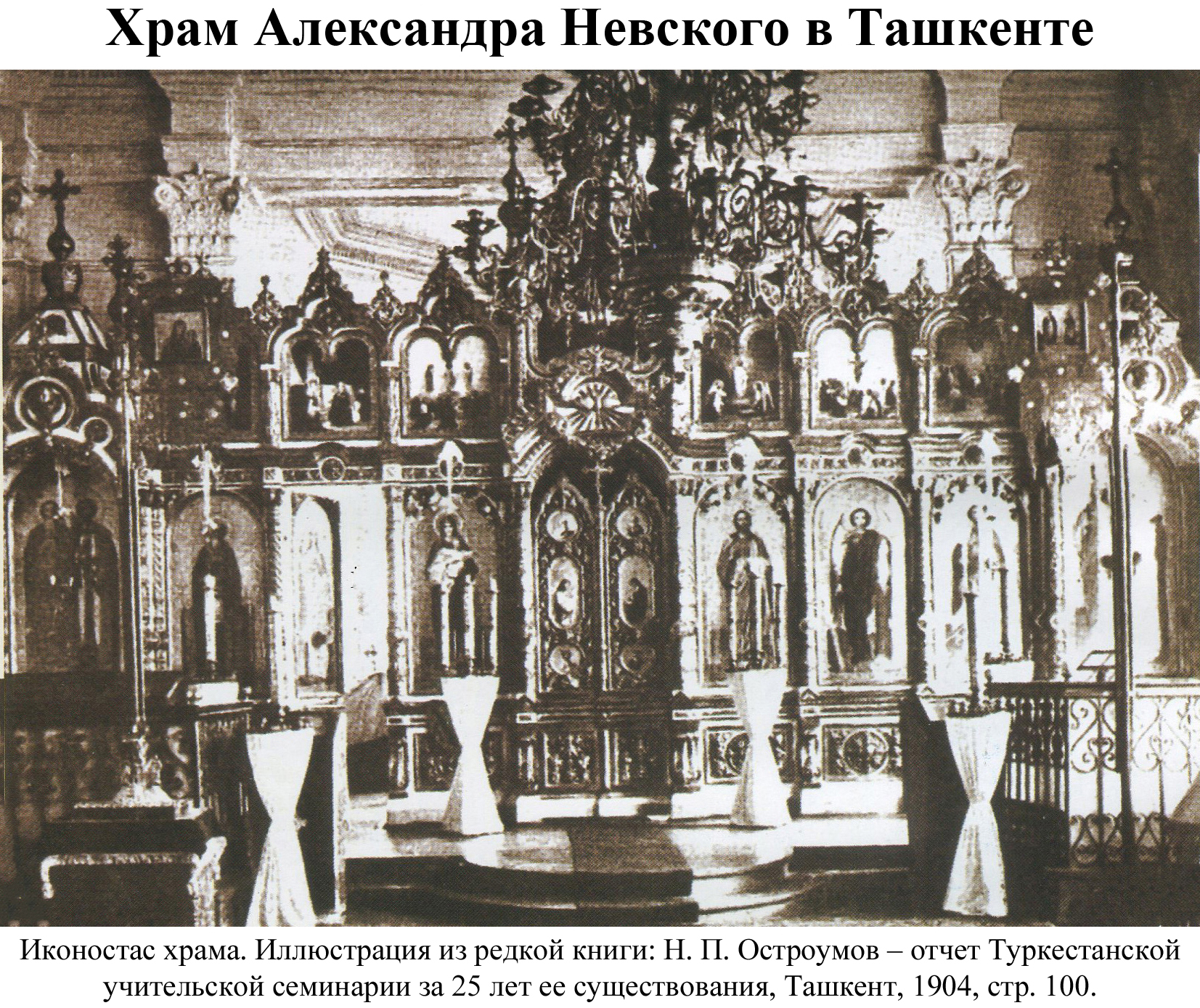
Иконостас
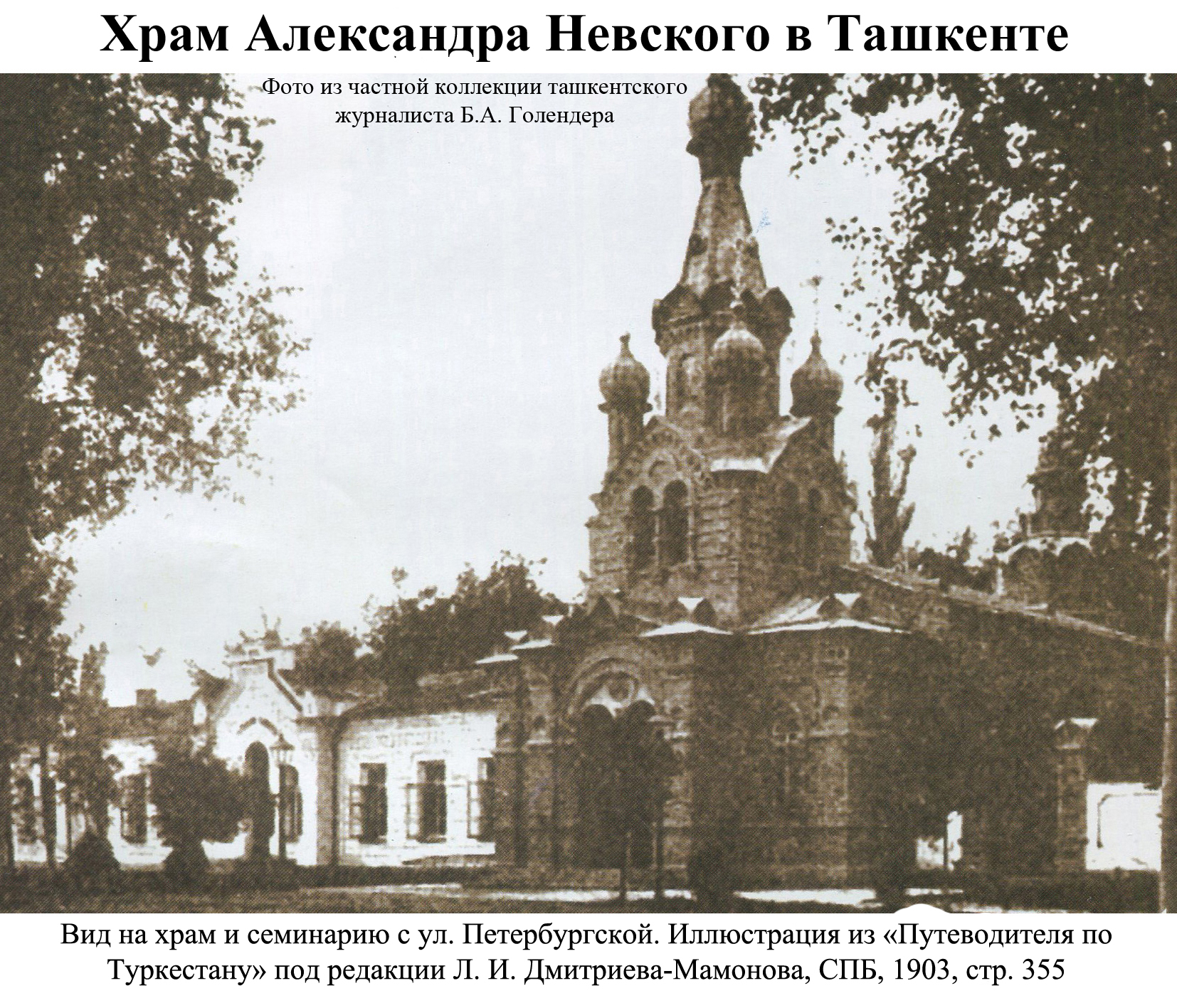
Храм и Учительская семинария
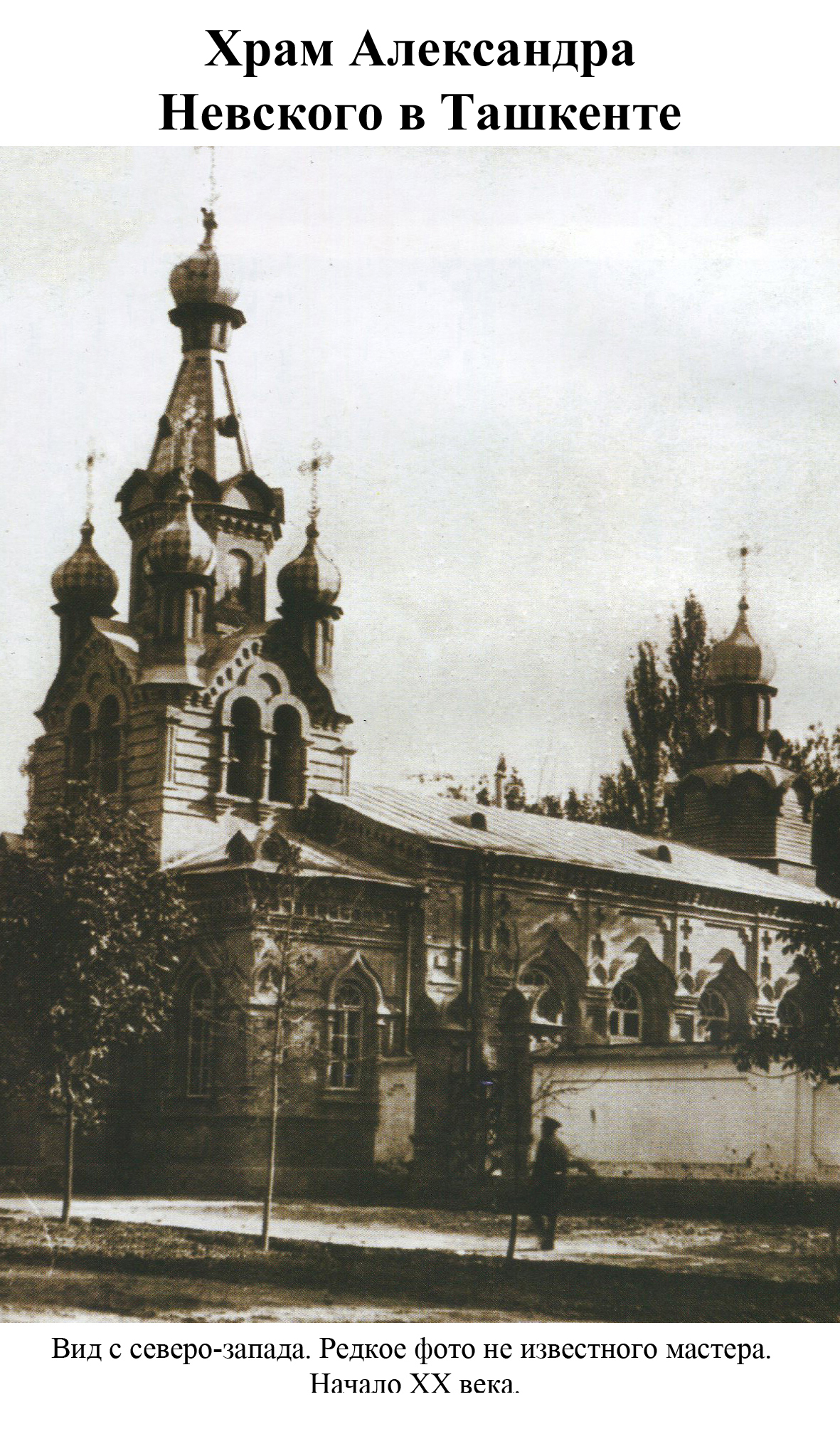
Храм
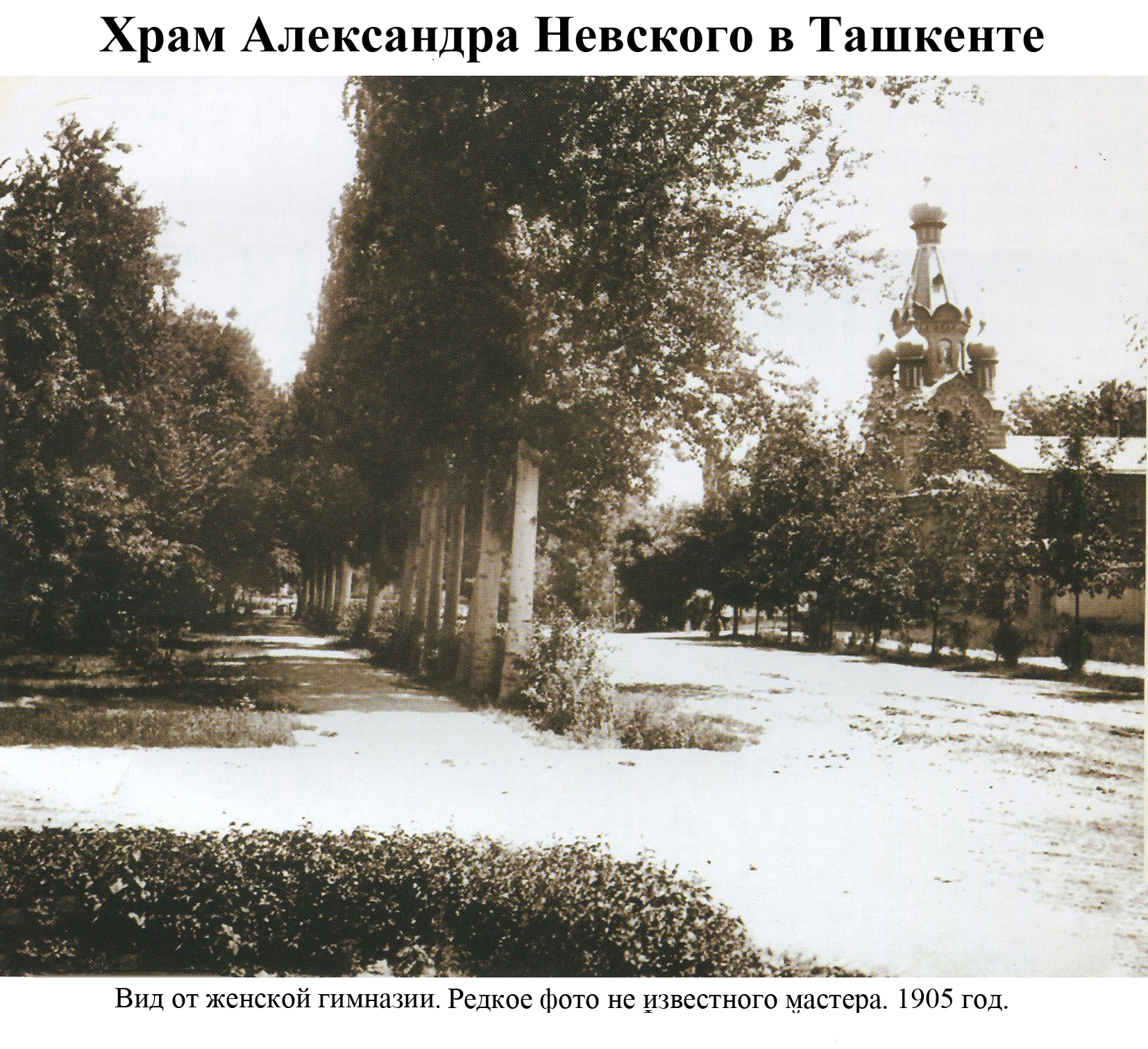
Храм и Учительская семинария